# Athetis fuscoirrarata
Athetis fuscoirrarata är en fjärilsart som beskrevs av Embrik Strand 1921. Athetis fuscoirrarata ingår i släktet Athetis och familjen nattflyn. Inga underarter finns listade i Catalogue of Life.